# Louis Bourdaloue

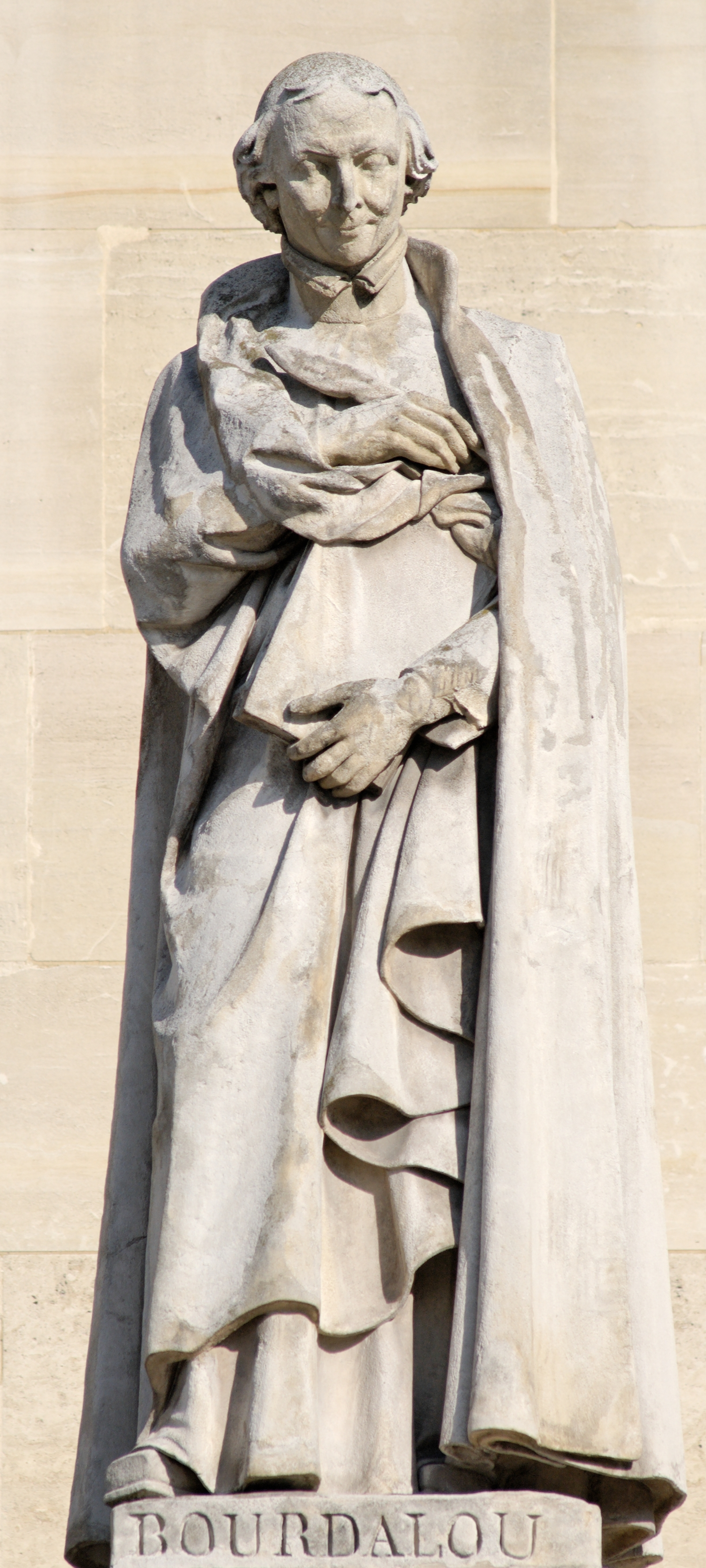
Louis Bourdaloue szobra (Louis Desprez alkotása)

Louis Bourdaloue [ejtsd: burdálu] (Bourges, 1632. augusztus 10. – Párizs, 1704. május 15.) francia hitszónok.

## Élete
Előkelő francia család ivadéka. 15 esztendős korában belépett a Jézus Társaságába, ahol a bölcselet és erkölcstan tanárává és hitszónokká nevezték ki. Beszédeiben tanítani és meggyőzni akart, de tetszést kelteni soha, érvet érvre halmozott és logikai következetességgel törekedett céljai felé; felvett tárgyához oly hű volt, hogy szónoklatai az egységnek remek példái, és erejük nem az egyes részletek költői voltában, hanem a gondolatok pazar termékenységében rejlik. Ismétlődésekbe sohasem bocsátkozott, még akkor sem, ha egy és ugyanazon tárgyról négyszer szólt is. Beszédei 12 vaskos kötetre terjednek és vasárnapi, ünnepi, a király előtt mondott, böjti és alkalmi beszédekre oszlanak. Tanításaival összhangzásban állott szelíd és példás élete.
Magyarul megjelent: Bourdaloue Tisztelendő pater predikátzioi, melyeket még éltében Pater Bretonneau Ferencnek általadott és ez annak holta után kiadott, most pedig T. P. Szent-Gálly Ágoston magyar nyelvre fordított, 7 könyv (Pesten, 1814-15. Trattner János Tamás, → I., II., III., IV., V.).

## Magyarul
- Bourdaloue Lajos prédikátziói mellyeket Szent-Gály Ágoston fordított, 1-10.; ford. Szentgály Ágost Benedek; Trattner, Pest, 1814–1815
- Bourdaloue Lajos S. J. egyházi beszédei, 1-2.; ford., bev. Kováts Sándor; Csanádi Papnövendékek Magyar Egyházirodalmi Iskolája; Csanádegyházmegyei Kny., Temesvár, 1905–1906
  - 1. Hittitok beszédek az Úr ünnepeire; 1905
  - 2. Hittitok beszédek a Boldogságos Szűz ünnepeire; 1906

Balogh József (1715–1771) jezsuita szerzetes is lefordított 12 kötetnyi beszédet, ezeket azonban nem adta ki. A kéziratokat a kalocsai főegyházmegyei könyvtár őrzi.